# 1973 en Lorraine
Chronologie de la Lorraine
- 1969
- 1970
- 1971
- 1972
- 1973
- 1974
- 1975
- 1976
- 1977

Cette page est une liste d'événements qui se sont produits durant l'année 1973 en Lorraine.

## Éléments de contexte
- En 1973, la Lorraine produit 62,3 % de la fonte et 54,5 % de l'acier français[1].

## Événements

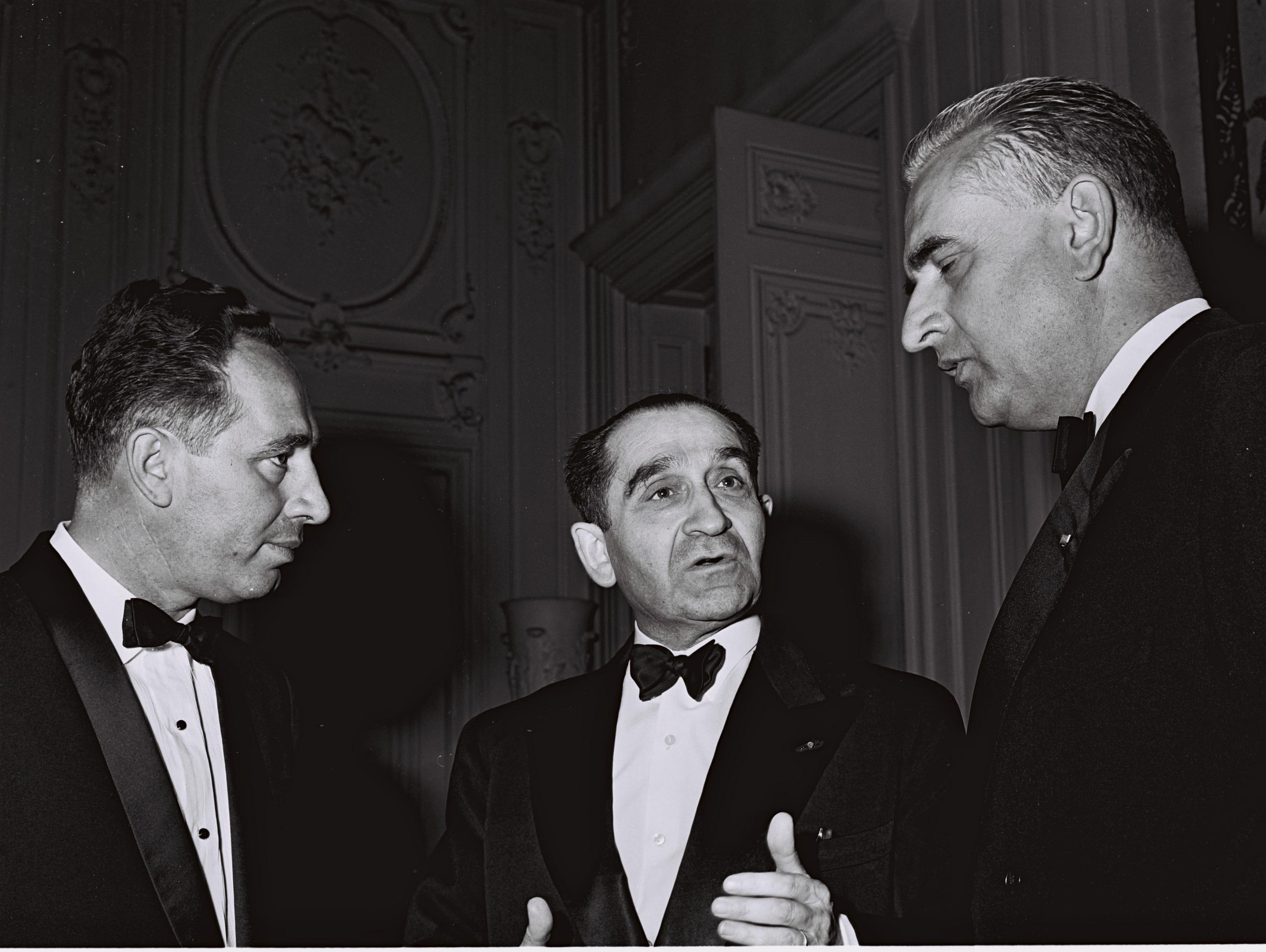
Christian Fouchet (à droite) avec Pierre Mendès France (au centre) et Shimon Peres (à gauche), lors d'une réception à l'ambassade d'Israël à Paris en 1964.

Logo de l'IRA de Metz.

- Restauration de la cour d'appel de Metz[2]
- Ouverture de, de la Mine de Serrouville. Fermetures, de la mine Burbach à Algrange, de la mine de Bure et de la Mine d'Errouville à Crusnes[3]
- Francis Roussely et Michel Borens remportent le Rallye de Lorraine sur une Porsche 911 SC 2.4L.[4].
- Isabelle Krumacker, élue miss Lorraine et miss France[5].
- Ouverture du port de Frouard à la navigation[6].
- Création de l'Institut régional d'administration de Metz (IRA de Metz), établissement public administratif situé à Metz en Moselle. Il participe comme les 4 autres IRA à la formation des cadres de la Fonction publique d'État.
- Création de l'  Association d'animation du musée du Sel à Marsal[7].
- Le tronçon Metz-Nancy-Toul de l'autoroute A31 est ouvert à la circulation[8].
- Claude Thiriet fonde la SA Les Glaces Thiriet devenue depuis un des plus grands groupes français de surgelés[8].
- Tournage à Metz, Thionville, Nancy et Hayange de L'Héritier de Philippe Labro[9]
- Tournage à Metz du film Travaux occasionnels d'une esclave de Alexander Kluge[10].
- Tournage à  Vittel et Domrémy-la-Pucelle du film Un amour de pluie de Jean-Claude Brialy[11].

- 4 mars et 11 mars : sont élus députés de Meurthe-et-Moselle : Claude Coulais (Républicains indépendants), Jean Bichat (Républicains indépendants), Robert Drapier (non inscrit), Christian Fouchet (UDR) , Gilbert Schwartz (membre du Parti communiste français, élu de la sixième circonscription), Jean-Jacques Servan-Schreiber (réélu dans la première circonscription de Meurthe-et-Moselle), et Pierre Weber (réélu, siégeant au sein du groupe des Républicains Indépendants);
- 4 mars et 11 mars : sont élus députés de la Meuse : André Beauguitte, siégeant au sein du groupe des Républicains Indépendants, Jean Bernard (homme politique, 1923-2004), élu dans la 1re circonscription
- 4 mars et 11 mars : sont élus députés de la Moselle : César Depietri, membre du Parti communiste français; Anne-Marie Fritsch, : députée de la 6e circonscription de la Moselle jusqu'au 2 avril 1978; Pierre Kédinger; Jean Kiffer, député réformateur puis RPR de la 1re circonscription de la Moselle ;  Maurice Schnebelen, réélu, siège avec les Républicains indépendants;  Julien Schvartz, réélu dans de la 5e circonscription de la Moselle et Jean Seitlinger qui est réélu
- 4 mars et 11 mars : sont élus députés des Vosges :  Marcel Hoffer; Maurice Lemaire; Christian Poncelet et Albert Voilquin.
- 27 mars : concert de Led Zeppelin à Vandoeuvre-les-Nancy[12]. Un des 4 concerts du groupe en France.
- 3 avril : dernière condamnation à mort en Moselle, à Metz.
- 4 mai : Maurice Jarrige est élu député de la 8e circonscription de la Moselle.
- Août : Isabelle Galaert est élue reine de la mirabelle[13].
- Septembre : ouverture du Collège Louis-Aragon à Jarny afin d’accueillir les élèves habitant l’ouest et le nord du Jarnisy[14].
- 14 octobre : première journée de Nancy Jazz Pulsations[8].
- 13 novembre : fin des travaux du Centre de tri du courrier de Nancy, ouvrage de Claude Prouvé[15].

## Inscriptions ou classements aux titre des monuments historiques
- Dans les Vosges : Château de Lichecourt[16]

## Naissances

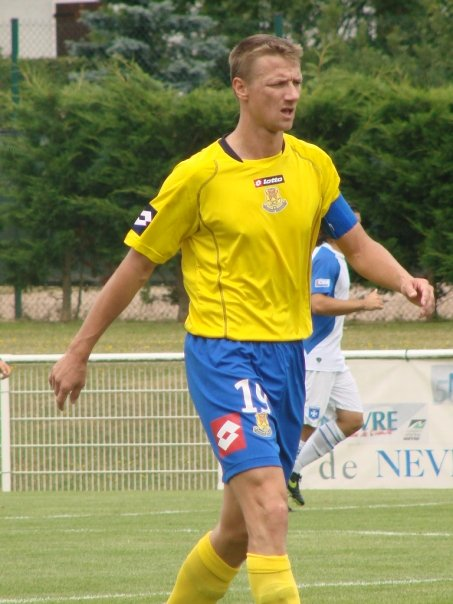
Tony Vairelles.

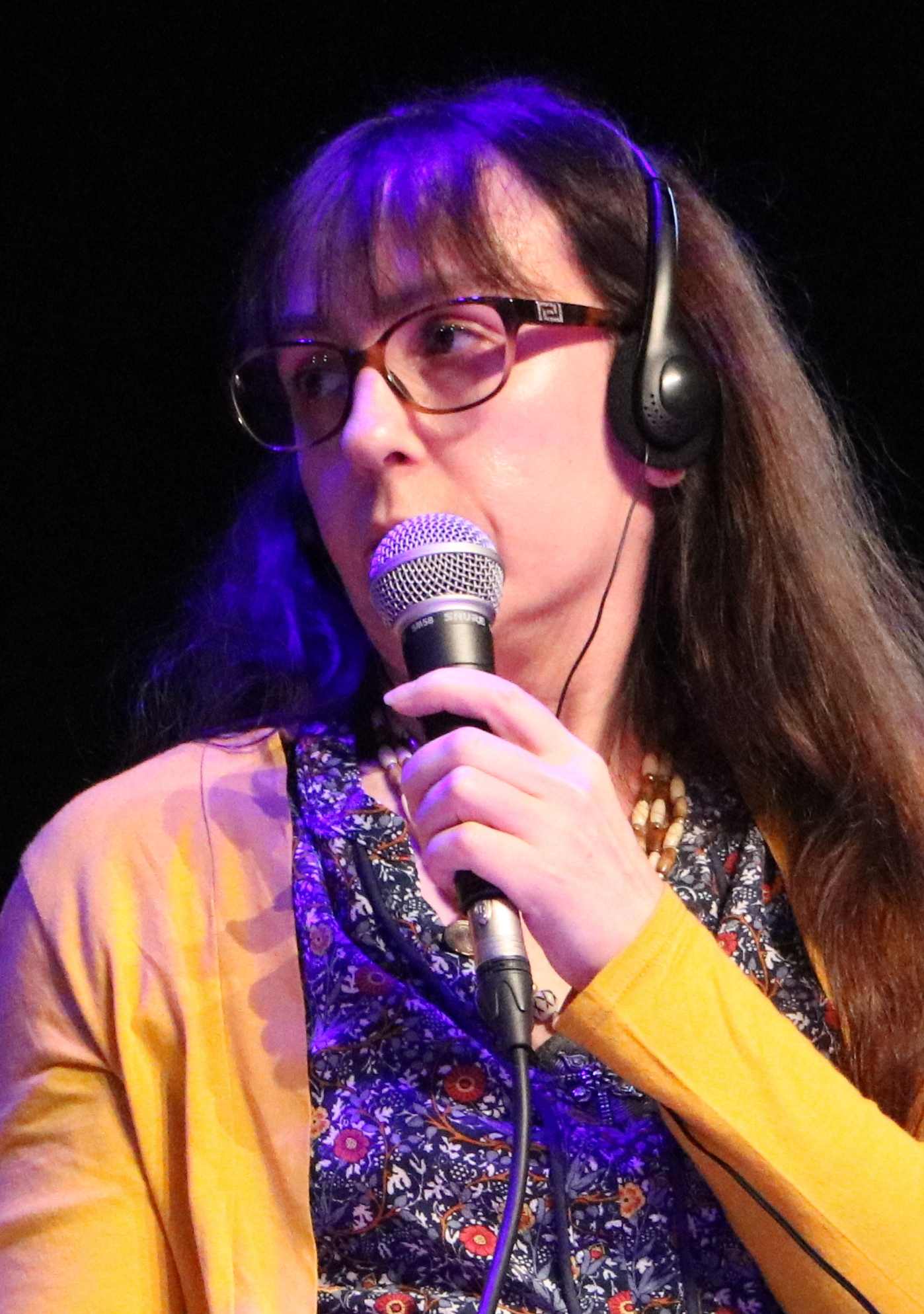
Valérie Mangin

- Frédéric Keiff, architecte plasticien français, né à Metz en 1973.
- 4 janvier à Verdun : Marie-Noëlle Agniau, poétesse française.
- 12 janvier à Épinal : Karl Piquemal, joueur professionnel français de hockey sur glace qui évoluait en position d'attaquant.
- 25 janvier à Forbach : Franck Histilloles, footballeur français ayant évolué notamment à Bordeaux, au poste d'attaquant.
- 16 février à Nancy : Éric Chenut, président de la Fédération nationale de la Mutualité Française. Juriste de formation, il est attaché d’administration de l’État depuis 2002. Engagé dans le mouvement mutualiste depuis ses 20 ans, Il a fait carrière au sein de la Mutuelle générale des fonctionnaires de l’Éducation nationale (MGEN) puis du groupe VYV.
- 2 février à Phalsbourg : Caroline Gerber, compositrice française, également violoniste, chanteuse lyrique, amoureuse de la musique byzantine et de Bach.
- 17 février à Thionville : David Friio, footballeur français. Il évolue au poste de milieu de terrain du milieu des années 1990 au milieu des années 2000.
- 2 mars à Épinal : Valérie Donzelli, actrice, scénariste et réalisatrice française.
- 16 mars à Metz : Romain Frati , pianiste et auteur-compositeur-interprète français. Il compose depuis son plus jeune âge pour le piano.
- 21 mars à Villerupt : Christophe Borbiconi, footballeur professionnel français. Il évoluait au poste de défenseur central.
- 10 avril à Nancy : Tony Vairelles, footballeur international français. Ailier de formation, il a surtout évolué au poste d'attaquant, voire de meneur de jeu.
- 17 avril à Thionville : Eddy Riva, athlète français, spécialiste de la marche. Il mesure 1,85 m pour 68 kg et son club est le R.E.S.D.A. Vosges (depuis 2000).
- 1 mai à Laxou : Benoît Rousselot, pilote de rallye automobile français .
- 4 mai à Creutzwald : Hélène Bizot[17], comédienne française.
- 17 juin à Villerupt en Meurthe-et-Moselle : Aurélie Filippetti[18], femme politique et romancière française.
- 27 juin à Nancy : Frédéric Roux , footballeur français. Il a évolué au poste de gardien de but.
- 4 août à Verdun : David Terrier, footballeur français, mesurant 1,80 m pour 74 kg. Il a marqué 1 buts dans sa carrière
- 14 août à Nancy : Valérie Mangin, scénariste de bande dessinée  française, née le 14 août 1973 à Nancy[19].
- 29 août à Villerupt : Olivier Jacque, pilote de vitesse moto français, Champion du monde dans la catégorie 250 cm3 en 2000[20].
- 30 août à Thionville : Carole Saturno, auteure pour la jeunesse. Après des études d'histoire et de sociologie à Strasbourg et à Paris (École des hautes études en sciences sociales), elle a édité et écrit plusieurs guides de voyages (Gallimard).
- 25 septembre à Nancy : Olivier Gérard surnommé oLi dE SaT, guitariste rythmique et un des compositeurs du groupe pop/rock français Indochine.
- 5 octobre à Lunéville : Titof (diminutif du prénom Christophe), acteur et réalisateur français de films pornographiques qui a participé à plus de 80 films depuis ses débuts dans le X en 1999. Il est l'un des rares hommes bisexuels du X français.
- 23 octobre à Metz : Gaël Touya, escrimeur français, pratiquant le sabre et licencié à l'Amicale Tarbaise d'Escrime. Professeur d'EPS depuis 1997, il a également enseigné l'escrime au CSAKB (Kremlin-Bicêtre) et à l'université Pierre-et-Marie-Curie, à Paris. Depuis 2004, il est professeur à  l'université Paul Sabatier de Toulouse (section STAPS) où il intervient en escrime ainsi que dans l’enseignement et l'entrainement sportif.

## Décès
- 8 avril à  Lissey : Robert-Pol Dupuy, né le 22 octobre 1903 à Lissey (Meuse), général de brigade, commandant militaire de l'Élysée de 1959 à 1963 et l'un des bras droit du général Charles de Gaulle.

14 juin à Nancy : Maurice Pardé, né le 4 décembre 1893 à Senlis (Oise),, géographe français, spécialiste de potamologie.